# Iglesia de San Pedro (Nueva York)
La iglesia de San Pedro (del inglés: Saint Peter's Roman Catholic Church) es la iglesia parroquial católica más antigua de la Ciudad de Nueva York. Comenzó a construirse en 1836 y se finalizó en 1840.
En 1785, algunos católicos prominentes residentes en los Estados Unidos, sobre todo el ministro español Diego de Gardoqui y los comerciantes Dominick Lynch y Thomas Stoughton, obtuvieron permiso del cabildo municipal para construir la primera iglesia católica de la ciudad, St. Peter’s, en Barclay Street. La construcción fue financiada por varios patrones ilustres de España y la Nueva España (México) como el rey Carlos III de España; Alonso Núñez de Haro, arzobispo de la Ciudad de México; y Victoriano López Gonzalo, obispo de Puebla. El mismo año se puso la primera piedra y en agradecimiento a su patrocinador se colocaron monedas del imperio español. En 1789, Núñez de Haro donó un cuadro con el tema de la crucifixión, pintado por José María Vallejo, que hasta hoy en día se mantiene en el altar mayor. En 1800 se instaló en la parroquia la primera escuela católica de Nueva York. Desde su fundación, se reserva un banco en el templo para el embajador o monarca de España.
Santa Isabel Ana Bayley, primera persona estadounidense en ser canonizada, se convirtió al catolicismo aquí. El edificio fue dañado durante los ataques del 11 de septiembre de 2001, y el cuerpo del padre Mychal Judge fue llevado aquí en donde fue velado de manera improvisada sobre el altar de la iglesia, convirtiéndose en uno de los puntos neurálgicos de atención de los cuerpos de rescate durante las labores de auxilio y salvamento.  La Cruz del World Trade Center yace temporalmente en el lado de la Calle Church. La iglesia es parte de la Arquidiócesis de Nueva York.